# 金斯格羅夫 (密蘇里州)
金斯格羅夫（英語：Kings Grove）是位於美國密蘇里州霍爾特縣的鬼鎮。

## 歷史
金斯格羅夫的郵局於1875年設立，其後於1881年停運。

## 地理
金斯格羅夫所處的海拔為高於海平面303米（即994英呎），而該地所採用的時區為UTC-6，即北美中部時區（CST）。同時該地設有夏令時間，為UTC-6調快一小時，即UTC-5（CDT）。